# Distretto di Longquanyi
Il distretto di Longquanyi (龙泉驿区S, Lóngquányì QūP) è un distretto della Cina, situato nella provincia di Sichuan e amministrato dalla città sub-provinciale di Chengdu.